# Hemidoras morrisi
Hemidoras morrisi är en fiskart som beskrevs av Eigenmann 1925. Hemidoras morrisi ingår i släktet Hemidoras och familjen Doradidae. Inga underarter finns listade i Catalogue of Life.